# Renaissance (Film)
Renaissance ist ein computeranimierter Science-Fiction-Film aus dem Jahr 2006. Das Erstlingswerk des französischen Regisseurs Christian Volckman ist fast vollständig in kontrastreichem schwarz-weiß gehalten und basiert auf „Motion Capture“-Verfahren. Die deutsche Erstaufführung fand am 22. Juli 2006 im Rahmen des Fantasy Filmfests statt.

## Handlung
Ort des Geschehens ist das futuristische Paris im Jahr 2054. Inspektor Barthélémy Karas soll das Verschwinden der ebenso schönen wie brillanten Wissenschaftlerin Ilona Tasuiev aufklären. Der mächtige Pharmakonzern Avalon setzt große Hoffnungen in die Forschungsarbeit seiner erst 22-jährigen Mitarbeiterin und übt entsprechend Druck auf den Ermittler aus. 
Gemeinsam mit Ilonas schöner Schwester Bislane kommt Karas bei seinen Ermittlungen einer Verschwörung auf die Spur. Ilonas Forschungen sind der Schlüssel zu einem Geheimnis, welches die Zukunft der Menschheit in Frage stellt: Unsterblichkeit.

## Kritiken
Laut Splashmovies handelt es sich bei Renaissance um einen fantasievollen Thriller, dessen ausgefallene Optik stark an Sin City erinnert.
Auch das Lexikon des Internationalen Films und MovieGod.de finden lobende Worte für Animation und Design, die Handlung sei jedoch „allzu vertraut und ideenarm“ bzw. nicht „wirklich innovativ“.

## Auszeichnungen
Annecy International Animated Film Festival 2006
- Feature Film Award

Festival Internacional de Cinema do Porto 2007
- Grand Prize of European Fantasy Film in Silver